# دعم إيطاليا للعراق أثناء حرب الخليج الأولى
إيطاليا قدمت دعمًا جوهريًا للعراق أثناء حرب الخليج الأولى. لكن أعظم أثر لها كان الدعم المادي من خلال الفرع الأمريكي لأكبر بنك تملكه الدولة Banca Nazionale del Lavoro في إيطاليا والذي قدم مليار دولار لتمويل عملية شراء الأسلحة العراقية. ولقد كانت إيطاليا أيضًا الممول الأساسي للبرنامج النووي العراقي، رغم أن هذا لم يؤثر تأثيرًا مباشرًا على حرب الخليج الأولى.
فيما يتعلق بالمعدات العسكرية التقليدية، قدمت إيطاليا الألغام الأرضية والبحرية لكل من العراق وإيران. كما اشترت العراق سفنًا وطائرات مروحية من إيطاليا، ولكن تمت مصادرة السفن بموجب الحظر المفروض عليها.

## الدعم المالي
حصلت العراق من خلال التعاون مع بنك مملوك لإيطاليا في الولايات المتحدة، على مليارات الدولارات بفائدة من بنك Banca Nazionale del Lavoro (BNL) المملوك للدولة وهو أكبر بنك في إيطاليا، فلقد تم ضخ 5 مليارات دولار أمريكي إلى العراق في الفترة من 1985 إلى 1989. ولقد استغل الفرع الأمريكي لبنك BNL ضمانات القروض الأمريكية.
في الرابع من أغسطس عام 1989، اقتحم مكتب التحقيقات الفيدرالية فرع أتلانتا لبنك BNL، وكيل البنك المملوك للحكومة الإيطالية في أتلانتا، للبحث عن الصفقات التي ترتبط بـ "ماتريكس تشرشل، وعملية استحواذ العراق عليها، بالإضافة إلى العديد من الشركات الأخرى، من بينها TDG وTEG وإيروماك، والتي تعتقد المخابرات المركزية الأمريكية أنها ترتبط بالشبكة السرية لعمليات شراء الأسلحة العسكرية للعراق. ولقد تم اتهام مدير الفرع، كريستوفر دروجول، بتقديم قروض غير مرخصة وسرية وغير قانونية لدولة العراق - استخدم بعضها حسب لائحة اتهامه في شراء الأسلحة وتقنية الأسلحة. ووفقًا لذلك حكم عليه بالسجن لمدة 37 شهرًا.
ثم تخلفت العراق عن سداد ديونها الخارجية قبل حرب عام 1991 مباشرة وقضت وزارة العدل الأمريكية يوم 16 من فبراير 1995، بأن يدفع سلك الخدمة المدنية (CCC) لبنك BNL 400 مليون دولار لتسوية ادعاءات البنك المقدمة ضد الولايات المتحدة. وكانت تلك الضمانات تهدف إلى خفض المخاطر المتعلقة بالمنتجين الزراعيين وغيرهم من المصدرين الأمريكيين الذين يعملون مع الدول النامية. ولقد قدمت عشرة بنوك من بينها بنك BNL دعواها بموجب هذا البرنامج وقدم برنامج سلك الخدمة المدنية 1.6 مليار دولار أمريكي لبنوك أخرى بخلاف بنك BNL.
لقد صدر قرار عام 1992 ينص على أن التحقيقات التي أجريت عام 1989 كانت تحقيقات معيبة، لا سيما في ادعائها أن الحكومة الإيطالية لم تكن على علم بأن بنك BNL المملوك للدولة قد أقرض النظام العراقي سرًا مليارات الدولارات. فحسب ما نشرته جريدة نيويورك تايمز، أصبحت التحقيقات معيبة نتيجة العداوة البغيضة بين وكلاء النيابة في أتلانتا وبين رؤسائهم في وزارة العدل ووكالة المخابرات المركزية.
كان القرار الصادر عام 1989، حسب جريدة التايمز، أن القضية كانت ستكون أضعف كثيرًا لو كان مقر البنك في روما على علم بالقروض، فلولا ذلك لما كان البنك ضحية. ونظرًا لأن البنك مملوك للدولة، كانت تلك الفضيحة ستدمر النظام المصرفي الإيطالي بأكمله وتتسبب في سقوط حكومة رئيس الوزراء جوليو أندريوتي. وقال المدعون في وزارة العدل الأمريكية إنه دون افتراض أن البنك كان ضحية، كان الاتهام الأمريكي سيتحول من مسألة عدة مليارات من الدولارات إلى «اتهام بسيط بعدم الالتزام بالمسائل الفنية».
لاحظت وكالة المخابرات المركزية أن فضيحة بنك BNL وغيرها من الفضائح قد سببت مشكلات لحكومة رئيس الوزراء جوليو أندريوتي التي لم يكن قد مضى على تشكيلها سوى ثلاثة أشهر عندما ظهرت فضيحة بنك BNL. رغم أن الفضائح الأخرى قد أصبحت شهيرة، فإن الإجماع السياسي الإيطالي يشير إلى أن فضيحة بنك BNL لن تقوي موقفها ضد أندريوتي الديمقراطي المسيحي.
لقد لفت هذا الانتباه إلى «منظومة الفساد» في المشروعات المملوكة للدولة مثل بنك BNL. فعادة ما يكون رئيس بنك BNL والعديد من مديريه من الحزب الاشتراكي الإيطالي على أن يكون المدير التنفيذي من الحزب الديمقراطي المسيحي. وكان من غير الوارد أن يتم تغيير هذا النظام.
"نحن نؤمن أن الكشف عن تعاملات بنك BNL مع العراق - إلى جانب الفضائح الأخيرة الأخرى - تتعارض مع الشعور الإيطالي المتزايد بالثقة في النفس على الساحة الدولية في السنوات الأخيرة. فبعد مرور أكثر من ثلاثة عقود على التحدي الدولي، نحن نؤمن أن القادة الإيطاليين ينهجون مسارًا دبلوماسيًا يتناسب مع الدور الاقتصادي الدولي لبلادهم. ويشعر الإيطاليون بالفخر لاسيما نتيجة:
- إتمام القوات الإيطالية في قوات حفظ السلام في بيروت مهامها حسب ما حددته روما.
- لعب القرار الإيطالي بقبول صواريخ الكروز الأمريكية دورًا حاسمًا في تذبذب ألمانيا الغربية في نشر الصواريخ.
- تخطى إجمالي الدخل القومي لإيطاليا نظيره في بريطانيا وفي فرنسا.

يرى معظم المعلقين الصحفيين الإيطاليين أن مسألة بنك BNL أثرت تأثيرًا سلبيًا على مصداقية إيطاليا في جميع أنحاء العالم الغربي. ولكننا نرى أن الردة في الموقف الإيطالي الدولي أقل كثيرًا مما تصوره الصحف الإيطالية، ونحن نتوقع أن تلك الفضيحة ستتلاشى تدريجيًا من الرأي العام في إيطاليا وسيظل لها تأثير ضئيل على إدراك الدولة لموقفها الدولي."

## الحرب البرية

### الألغام
قامت إيطاليا بتصدير الألغام الأرضية لكل من العراق وإيران قبل حرب الخليج الأولى وأثناءها. وكانت صناعة الألغام في إيطاليا ترتكز على ثلاث شركات صغيرة: فالسيلا وميسار وتكنوفار. ولقد أسست الشركتين الأخيرتين موظفان سابقان من شركة فالسيلا. ولقد تخصصت الشركات الثلاثة في صناعة الألغام الأرضية وما يرتبط بها من منتجات واشتركت الشركات في عمليات تصدير مباشرة وقامت بترخيص الإنتاج عبر البحار. ونظرًا لانحصار السوق الوطني، تأتي غالبية عوائد تلك الشركات من لوائح التصدير الإيطالية التي كانت تسمح بالتصدير في ذلك الوقت واعتمادات البنوك وتمويل الحكومة لعمليات تطوير الأسلحة، ولقد حققت تلك الشركات نجاحًا جيدًا حتى تغيرت لوائح التصدير في الثمانينيات من القرن العشرين.
"مع اندلاع حرب الخليج الأولى في سبتمبر من عام 1980، بدأت شركة فالسيلا في الحصول على تراخيص حكومية للتصدي للعراق. ولقد تم منحها سبعة تراخيص إجمالاً، وتم إصدار الترخيص الأخير عام 1982 وانتهى في يناير 1984. ولقد بلغت القيمة الإجمالية للصادرات ما يزيد عن 110 ملايين دولار أمريكي. ولكن أدت الضغوط السياسية إلى زيادة القيود المفروضة على عمليات التصدير إلى العراق. وللتغلب على تلك القيود، قامت الشركة بإنشاء فرع جديد لها في الخارج في سنغافورة، حيث كانت تقوم بتجميع الألغام باستخدام مكونات شركة فالسيلا والمادة المتفجرة من بوفرو في السويد لشحنها إلى العراق عام 1982. ولقد قامت الشركة الجديدة بتصدير الألغام إلى العراق حتى عام 1986.
في عام 1984 استحوذت شركة فيات تدريجيًا على شركتي فالسيلا وميسار. وفي ذلك الوقت كانت شركة فالسيلا تركز تركيزًا أساسيًا على البحث والتطوير للألغام الأرضية المتطورة (مثل الألغام الإلكترونية والألغام التي تنشط باستخدام جهاز التحكم عن بُعد والإشارات اللاسلكية المشفرة) في حين قامت شركة ميسار بتنفيذ عمليات بحث وتطوير مهمة عن الألغام البحرية، مع عدم إقصاء الأنظمة الأرضية.
أضف إلى ذلك، أنه في حين أن شركة فالسيلا كانت تركز تركيزًا قليلاً فقط على بيع معرفتها في الخارج، كانت شركة ميسار نشيطة جدًا في الحصول على تراخيص أجنبية والإنتاج المشترك وأصبحت لاعبًا فاعلاً في الإنتاج الدولي للألغام الصغيرة المقاومة للرصد والمضادة للأشخاص.
- إكسبال وإكسبلوسيف ألافيسيس ينتميان إلى المجموعة الإسبانية إكسبلوسيف ريو تينتو، التي كان يسيطر عليها مركز الاستثمار الكويتي (KIO) أثناء حرب الخليج الأولى.
- سبيل وسوسيداد إكسبلوسيفس من البرتغال.
- إلفيميك وهيلنيك لصناهة المتفجرات والذخيرة اليونان. ترخيص رقم 9328 بتاريخ 17 مايو 1982. في بداية الثمانينيات، اتفقت شركة إيلفيمك على عقد إنتاج في جنوب إفريقيا مع شركة أرمسكور القابضة القابضة المحلية، وهي شركة ترتبط ارتباطًا وثيقًا بشركة إسرائيل للصناعات العسكرية (IMI) وهي شركة مملوكة للدولة تعمل في تصنيع الأسلحة ومقرها في تل أبيب

لم يتم تحقيق نجاح ثابت الوتيرة في السنوات التالية مباشرةً لاستحواذ شركة فيات على شركة صناعة الألغام الأرضية الإيطالية. ففي حين استمر نمو شركة ميسار، تقلصت مبيعات فالسيلا وحققت موازنة خاسرة في عام 1986. ولقد تم إلقاء القبض على مديري شركة فالسيلا بتهمة التجارة غير الشرعية مع العراق. في مساومة قضائية أثناء محاكمتهم عام 1991، اعترف المديرون بارتكاب أفعال غير قانونية، وفي شهر ديسمبر من عام 1991 برأتهم المحكمة العليا من سلسلة جرائم تجارة الأسلحة غير المشروعة وانتهاك اللوائح المالية.

## الحرب البحرية
طلبت العراق شراء أربع فرقاطات طراز لوبو، وست سفن حربية طراز وادي أسد مزودة بـ صاروخ أوتومات 2 المضاد للسفن. ونظرًا لحظر بيع الأسلحة إلى العراق نتيجة حرب الخليج الأولى والذي فرضه رئيس الوزراء الإيطالي بيتينو كراكسي، ظلت هذه السفن داخل إيطاليا حتى نهاية الحرب عام 1988. وحاول الرئيس العراقي صدام حسين حينئذٍ إعادة التفاوض بشأن سعر تلك السفن بدعوى أنه ينبغي أن يحصل على خصم نتيجة التأخير في تسليم السفن. استمرت المفاوضات وإجراءات التقاضي حتى اجتاحت العراق دولة الكويت عام 1988 وفرضت الأمم المتحدة حظر أسلحة جديدًا على العراق مما أدى إلى إعاقة تنفيذ الصفقة مجددًا. ورغم أن إيطاليا قامت في النهاية بمصادرة تلك الفرقاطات الأربعة والصواريخ الستة بموجب الحظر أثناء حرب الخليج الثانية، فقد كانت عمليات الشراء هذه إشارة إلى اتجاه العراق نحو تحديث قوتها البحرية.
وافقت الشركات الإيطالية التابعة لشركة بيل تكسترون وأوجستا بيل في شهر فبراير من عام 1984 على أن تبيع للعراق ثمانيّ مروحيات عسكرية طراز إيه بي 2012 مزودة بأسلحة مضادة للغواصات قيمتها 164 مليون دولار. وكانت النية أن يتم تزويد الفرقاطات طراز لوبو التي اشترتها العراق من إيطاليا قبل أربع سنوات بهذه المروحيات. ولكن هذه الصفقة تحتاج أيضًا إلى موافقة الولايات المتحدة ولقد كان هذا أمرًا بعيد المنال.

## أسلحة الدمار الشامل
في عام 1983، عقب النكسة التي أحدثها هجوم عملية أوبرا الذي قامت به إسرائيل على مفاعل أوزيراك، استمر العراقيون في العمل على بناء دائرة معالجة كاملة لليورانيوم والبلوتونيم باستخدام المعدات الإيطالية بشكل أساسي.
وفي الخامس من إبريل عام 1976، وقعت العراق عقدًا لشراء معمل كيمياء إشعاعية من إيطاليا على أن تنفذه أربع شركات إيطالية. واكتمل العمل في هذا المعمل عام 1978. ولقد تم توقيع عقدٍ ثانٍ عام 1978 يشمل معملاً لتخليق الوقود ومعملاً لإنتاج النظائر المشعة ومعملاً لاختبار المواد ومعملاً للهندسة الكيميائية. ورغم أنه قد تم تصحيح تقرير وكالة المخابرات المركزية الأمريكية جزئيًا، فقد كانت هناك بعض الاتصالات بين العراق وإيطاليًا بشأن تخصيب اليورانيوم باستخدام الليزر.
رغم أن وكالة المخابرات المركزية لم تقدر أن العراق لديها فعلاً برنامج للأسلحة النووية وقت إعداد التقرير، فقد اقترح التقرير أن الأنشطة تهدف أكثر إلى تطوير المستوى العام للتقنية النووية في العراق. وما لم تحصل العراق على مساعدة خارجية كبيرة من خلال أنظمة الانفجار الداخلي الخاصة بـ الأسلحة النووية من خلال الانشطار؛ والتصميم العام وتصنيع واختبار الأسلحة النووية وشراء مفاعل نووي، فما كان سيكون بمقدورهم صناعة أسلحة حتى التسعينيات من القرن العشرين. وتم تقدير هذا الوقت على فرض عدم التدخل في برامجهم.
قدرت وكالة المخابرات المركزية أنه من غير المحتمل أن تتوقف إيطاليا عن العمل في العقود المرتبطة بالطاقة النووية، حيث ترى إيطاليا أن العراق مصدر للنفط وسوق قوي للمنتجات العسكرية والمدنية. ولكن كان من المحتمل أن يتم فرض شروط أقوى لعدم الانتشار.
ذكر تقرير وكالة المخابرات المركزية "...ستظل إيطاليا المورد الأساسي للبرنامج النووي العراقي. ورغم مخاطر انتشار الأسلحة، ستستمر إيطاليا في مساعدة العراق في العديد من نواحي التقنية النووية، ويحتمل حتى أن يتضمن ذلك إعادة المعالجة وكيمياء البلوتونيوم. ونظرًا لأن إيطاليا هي المورد الأساسي للأسلحة العراقية، فيحتمل أن تفرض المزيد من إجراءات السلامة دون أن يقوض ذلك علاقاتها مع العراق.